# 能見台站

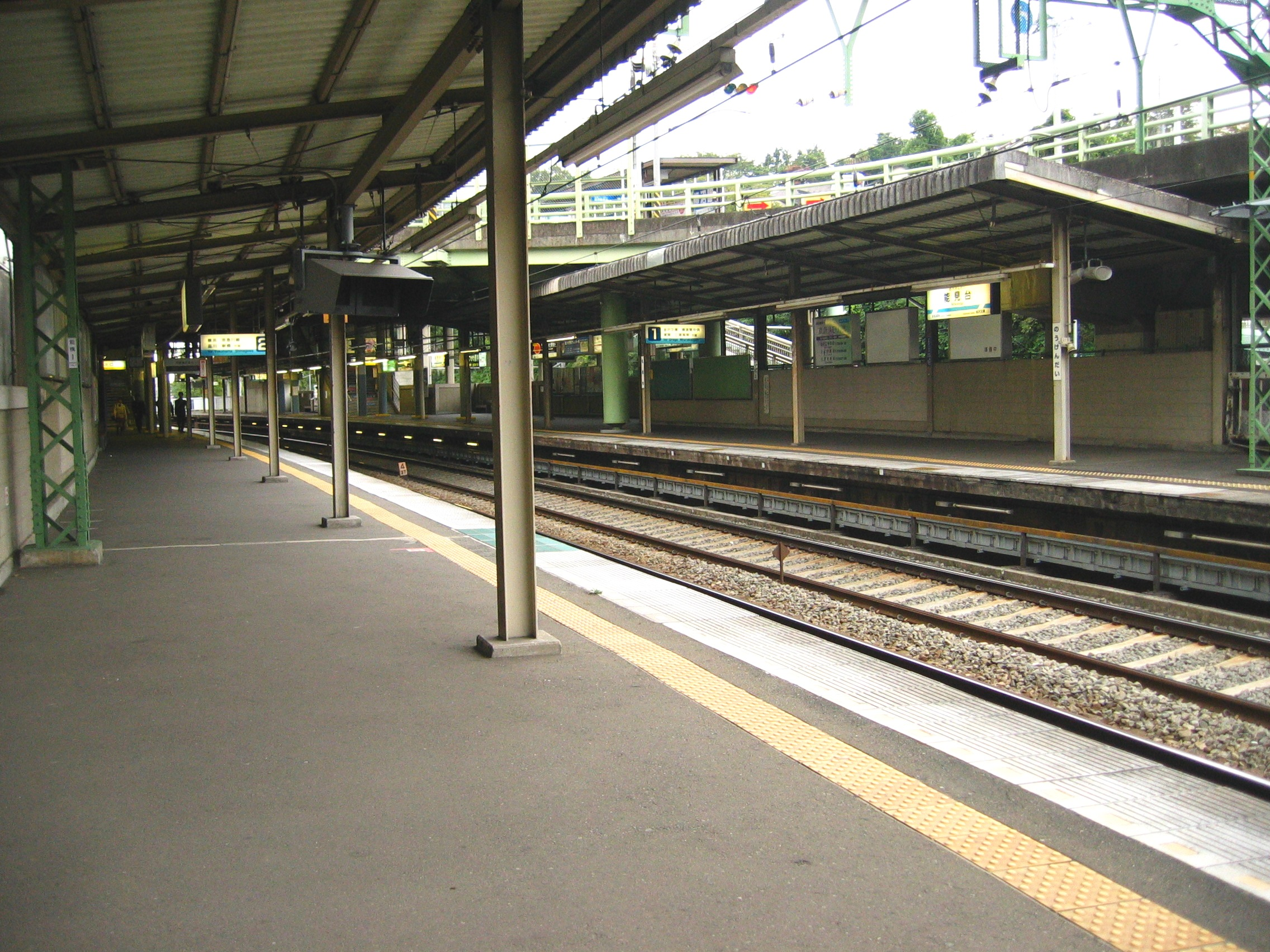
月台

能見台站（日语：／ Nōkendai eki */?）位於日本神奈川縣橫濱市金澤區能見台通，是京濱急行電鐵本線的鐵路車站。車站編號是KK48。起初站名是「谷津坂」，但京急周邊的住宅地開發後，因應西部山丘之上江戶時代起為人所知的名勝地「能見堂」而改名。
谷津坂與站前都位於坡道上，現在仍然存在，名字仍然殘留於周邊地域的店舗、住宅與巴士站。

## 年表
- 1944年（昭和19年）5月10日 - 谷津坂站啟用[1]。當時由軍需工廠相關人士使用[1]。
- 1969年（昭和44年） - 移至現址，改建為跨站式站房。
- 1982年（昭和57年）12月1日 - 更名為能見台站[1]。同時改建站房，設置巴士總站。
- 1983年（昭和58年）5月2日 - 改點，早晨上行急行增停本站[1]。
- 1999年（平成11年）7月31日 - 改點，廢止京急蒲田以南的急行，本站僅停靠普通列車。
- 2010年（平成22年）
  - 3月 - 設置電梯。
  - 5月16日 - 改點，成為新設的機場急行停靠站。

## 車站結構
車站月台配置為側式月台，同時設置2條路軌。月台長度對應8輛編組。
月台位於彎道上，月台與電車之間間隙較大。站房為跨站式站房，站前廣場與巴士總站位於西側。
本站為直營站。
車站的簡易自動廣播方面，1號線由關根正明、2號線由大原沙耶香配音。

### 月台配置
| 月台 | 路線 | 方向 | 目的地                                   |
| ---- | ---- | ---- | ---------------------------------------- |
| 1    | 本線 | 下行 | 金澤文庫、橫須賀中央、浦賀、三浦海岸方向 |
| 2    | 本線 | 上行 | 橫濱、京急川崎、品川、新橋方向           |

## 使用情況
2016年度1日平均上下車人次為31,344人，京急線全部72個車站當中排行第16位。
近年1日平均上下、上車人次推移如下表。
| 年度               | 1日平均 上下車人次 | 1日平均 上車人次 | 來源     |
| ------------------ | ------------------ | ---------------- | -------- |
| 1980年（昭和55年） |                    | 7,271            |          |
| 1981年（昭和56年） |                    | 7,307            |          |
| 1982年（昭和57年） |                    | 6,956            |          |
| 1983年（昭和58年） |                    | 7,806            |          |
| 1984年（昭和59年） |                    | 8,326            |          |
| 1985年（昭和60年） |                    | 9,164            |          |
| 1986年（昭和61年） |                    | 10,058           |          |
| 1987年（昭和62年） |                    | 10,697           |          |
| 1988年（昭和63年） |                    | 11,099           |          |
| 1989年（平成元年） |                    | 11,463           |          |
| 1990年（平成02年） |                    | 11,784           |          |
| 1991年（平成03年） |                    | 11,893           |          |
| 1992年（平成04年） |                    | 11,638           |          |
| 1993年（平成05年） |                    | 11,329           |          |
| 1994年（平成06年） |                    | 11,096           |          |
| 1995年（平成07年） |                    | 11,244           | [ * 1 ]  |
| 1996年（平成08年） |                    | 10,762           |          |
| 1997年（平成09年） |                    | 10,545           |          |
| 1998年（平成10年） |                    | 11,221           | [ * 2 ]  |
| 1999年（平成11年） |                    | 11,453           | [ * 3 ]  |
| 2000年（平成12年） | 24,029             | 12,204           | [ * 3 ]  |
| 2001年（平成13年） | 25,336             | 12,846           | [ * 4 ]  |
| 2002年（平成14年） | 26,221             | 13,248           | [ * 5 ]  |
| 2003年（平成15年） | 27,298             | 13,655           | [ * 6 ]  |
| 2004年（平成16年） | 28,497             | 14,259           | [ * 7 ]  |
| 2005年（平成17年） | 29,480             | 14,736           | [ * 8 ]  |
| 2006年（平成18年） | 30,246             | 15,110           | [ * 9 ]  |
| 2007年（平成19年） | 31,059             | 15,406           | [ * 10 ] |
| 2008年（平成20年） | 31,458             | 15,432           | [ * 11 ] |
| 2009年（平成21年） | 31,200             | 15,309           | [ * 12 ] |
| 2010年（平成22年） | 31,041             | 15,223           | [ * 13 ] |
| 2011年（平成23年） | 30,880             | 15,133           | [ * 14 ] |
| 2012年（平成24年） | 31,169             | 15,276           | [ * 15 ] |
| 2013年（平成25年） | 31,758             | 15,553           | [ * 16 ] |
| 2014年（平成26年） | 31,093             | 15,223           | [ * 17 ] |
| 2015年（平成27年） | 31,598             | 15,444           | [ * 18 ] |
| 2016年（平成28年） | 31,344             |                  |          |

## 車站周邊
車站周邊是高地之間的低谷，東側有與鐵路平行的國道16號。
- 縣立循環器呼吸器病中心
- 橫濱檢疫所長濱措置場
- 伊藤洋華堂能見台店
- Beacon Hill能見台
- 西友能見台店
- 富岡中學校（日语：横浜市立富岡中学校）、能見台小學校、西富岡小學校、冰取澤高校（日语：神奈川県立氷取沢高等学校）、能見台南小學校
- 橫濱中學校及高等學校
- 國道16號

### 巴士路線
站前有巴士總站，另國道16號金澤文庫側有谷津坂巴士站，富岡側有長濱（循環器中心前）巴士站。路線主要往附近住宅區。
橫濱京急巴士
- 能見台站
  - 能1：往冰取澤高校（日语：神奈川県立氷取沢高等学校）
  - 能2：往釜利谷高校（日语：神奈川県立釜利谷高等学校）
  - 能3：往磯子台團地、冰取澤市民之森入口
  - 能5：片吹團地循環
  - 縣立循環器呼吸器病中心免費接駁巴士（僅平日）
- 谷津坂、長濱（循環器中心前）
  - 4：往磯子站／往追濱站、追濱車庫
  - 94：往富岡巴士總站／往金澤區綜合廳舍前

※ 94系統假日停駛。與橫濱市營巴士共同運行

## 相鄰車站
京濱急行電鐵
 本線
□早晨翼號、□京急翼號、■快特、■快特（金澤文庫站以南為特急）、■特急
通過
■機場急行（金澤文庫方向自此站起各站停車）
杉田（KK46）－能見台（KK48）－金澤文庫（KK49）
■普通
京急富岡（KK47）－能見台（KK48）－金澤文庫（KK49）

## 外部連結
- 能見台站（各站資訊） - 京濱急行電鐵